# Muskegbukta
Die Muskegbukta (norwegisch für „Muskeg-Bucht“) ist ein kleiner Eishafen vor der Prinzessin-Martha-Küste des ostantarktischen Königin-Maud-Lands. Die Bucht liegt am Rand des Fimbul-Schelfeises.
Norwegische Wissenschaftler benannten sie nach den Muskeg-Zugmaschinen des kanadischen Herstellers Bombardier.
Am 11. Juni 2002 wurde das deutsche Forschungsschiff Magdalena Oldendorff in der Bucht vom Packeis eingeschlossen. Das südafrikanische Forschungsschiff S. A. Agulhas konnte in den folgenden Wochen die auf dem Schiff festsitzenden Forscher der 20. indischen Antarktisexpedition aufnehmen. 
Versuche, das Schiff mit dem argentinischen Eisbrecher Almirante Irizar freizubekommen, scheiterten im Juli. Erst Anfang Dezember 2002 konnte die Magdalena Oldendorff das Packeis verlassen.